# Ma non è una cosa seria (film 1921)
Ma non è una cosa seria è un film del 1921 diretto da Augusto Camerini.